# دیرشباخ
دیرشباخ (به آلمانی: Diersbach) یک منطقهٔ مسکونی در اتریش است که در ناحیه شاردینگ واقع شده‌است. دیرشباخ ۲۸ کیلومتر مربع مساحت دارد ۳۵۹ متر بالاتر از سطح دریا واقع شده‌است.